# My Kind of Blues
《My Kind of Blues》는 미국의 블루스 기타리스트 B.B. 킹의 일곱 번째 스튜디오 음반이다. 전기 작가 데이비드 맥기에 따르면, 이 노래들은 1958년 시카고의 체스 레코드에서 녹음되었다. 그러나 콜린 에스콧은 킹이 비하리 형제와 계약을 맺고 로스앤젤레스 지역에서 녹음했던 1960년 3월 3일 세션에서 녹음된 것이라고 밝혔다.
비하리의 예산인 크라운 레코드는 1960년에 이 음반을 발매했다. 라이너 노트에는 킹의 "특수한 형태의 재즈, 블루스를 뛰어나고 비범함"에 대한 잡담이 담겨 있었고, 그 외에는 거의 없었다. 맥기는 킹이 피아니스트 로이드 글렌, 베이시스트 랄프 해밀턴, 드러머 제시 사일스로 구성된 작은 콤보(당시 킹의 녹음 대부분은 호른 부분을 포함)에 의해 뒷받침된다고 언급했다.

## 평가
| 전문가 평가                           | 전문가 평가 |
| 평가 점수                             | 평가 점수   |
| 출처                                  | 점수        |
| ------------------------------------- | ----------- |
| AllMusic                              | [ 5 ]       |
| The Penguin Guide to Blues Recordings | [ 6 ]       |

올뮤직 리뷰에서 비평가 조지 베다드는 이 음반을 별 다섯 개 중 세 개라고 평가하며 "명곡: 킹의 아름다운 기타와 목소리를 가릴 만한 것이 없는 희박하고 깔끔한 사운드"라고 불렀다. 《The Penguin Guide to Blues Recordings》는 그것을 "위대한 B.B. 킹 음반 중 하나"라고 부른다.

## 곡 목록
| #  | 제목                                  | 작사·작곡          | 재생 시간 |
| -- | ------------------------------------- | ------------------ | --------- |
| 1. | 〈You Done Lost Your Good Thing Now〉 | B.B. 킹, 조 조세아 | 5:15      |
| 2. | 〈Mr. Pawnbroker〉                    | 킹, 줄스 타우브    | 3:16      |
| 3. | 〈Understand〉                        | 세실 갠트          | 2:39      |
| 4. | 〈Someday Baby〉                      | 라이트닝 홉킨스    | 2:54      |
| 5. | 〈Driving Wheel〉                     | 루스벨트 사이크스  | 2:52      |

| #  | 제목                     | 작사·작곡     | 재생 시간 |
| -- | ------------------------ | ------------- | --------- |
| 1. | 〈Walking Dr. Bill〉     | 닥터 클레이턴 | 3:41      |
| 2. | 〈My Own Fault Darling〉 | 킹            | 3:34      |
| 3. | 〈Catfish Blues〉        | 조세아, 킹    | 2:29      |
| 4. | 〈Hold That Train〉      | 클레이턴      | 3:58      |
| 5. | 〈Please Set a Date〉    | 멤피스 미니   | 2:49      |